# Turbenthal
Turbenthal [ˈtʊrbənˌtaːl] (im einheimischen Dialekt: [ˈtʊːrbəˌtaːl], Turbetaal, älter: Turpetaal) ist eine politische Gemeinde im Bezirk Winterthur des Kantons Zürich in der Schweiz.

## Name
Der Name des Dorfes ist erstmals im Jahr 825 in einer Urkunde des Klosters St. Gallen als Turbatuntale belegt, dann 829 als Turbatun und noch 1330 als Turbaten. Er dürfte auf eine keltische Form *Turbādūnum mit der Bedeutung ‹befestigte Siedlung am Flusse Turbā› zurückgehen; Turbā (idg. *twer- ‹drehen, wirbeln›) wäre dabei der alte Name der Töss.

## Wappen
Blasonierung:
In Rot ein schrägrechter, silberner Balken, belegt mit drei blauen Ringen
Die drei Ringe beziehen sich auf das Geschlecht Breitenlandenberg, deren Stammburg sich auf dem Gemeindegebiet befindet; die Nachbargemeinde Wila führt das Landenberger Familienwappen ohne Abänderung als Gemeindewappen. Der Schrägbalken ist in Turbenthal seit dem 18. Jahrhundert nachweisbar, in der heute gültigen Form seit 1928.

### Dorfwappen

Sitzberg

## Geographie
Die im oberen Tösstal gelegene Gemeinde zählt mit ihren 25,22 km² zu den grösseren des Kantons und umfasst neben dem Dorf Turbenthal zahlreiche weitere Ortschaften. Seit dem frühen 19. Jahrhundert bestanden auf dem heutigen Gemeindegebiet zehn Zivilgemeinden:
- Hutzikon mit Altmühle, Friedthal, Grund und Girenbad
- Landenberg mit Berg, Ruine Breitenlandenberg, Bühl, Käfer und Ober Spitzwies
- Neubrunn
- Oberhofen
- Ramsberg mit Neugrüt
- Schmidrüti mit Kalchegg, Ruppen, Schochen und Sitzberg
- Seelmatten mit Rengerswil und Schürli
- Steinenbach mit Freckmünd, Gosswil und Kelleracker
- Tablat
- Turbenthal mit Kehlhof

Diese wurden bis 1930 nach und nach alle aufgelöst, ihre Aufgaben gingen an die politische Gemeinde über.
Vom Gemeindegebiet sind 57,1 % bewaldet, 34,1 % werden landwirtschaftlich genutzt, 5,2 % sind Siedlungs- und 2,7 % Verkehrsfläche, 0,4 % sind Gewässer und 0,5 % unproduktive Fläche (Stand 2018). Der mit 540 m ü. M. tiefste und zugleich westlichste Punkt der Gemeinde befindet sich auf der Grenze zur Gemeinde Zell ZH an der Töss, der höchste auf 842 m ü. M. an der Grenze zu Hofstetten.
In der Ortsmitte mündet bei der Kirche von Osten das Neubrunnental ins Tösstal ein. Es bildet eine sehr niederschwellige Verbindung zur Kantonsgrenze zum Hinterthurgau am Bichelsee und zu den Ostschweizer Kantonen Thurgau, St. Gallen und Appenzell. Hier bestanden zur Zeit des Eisenbahnbaus im 19. Jahrhundert zweimal Projekte von Adolf Guyer-Zeller zum Bau von Verbindungsachsen von der Tösstalbahn zu den Linien Winterthur–Frauenfeld–Romanshorn und Winterthur–Wil–St. Gallen–Rorschach, die aber nie verwirklicht wurden.
An die Bedrohungen durch Nazideutschland erinnern gleichenorts Panzersperren aus Betonhindernissen am Bichelsee, im Volksmund «Toblerone-Sperre» genannt. Sie hätte den Einfall mechanisierter Truppen aus dem Bodenseeraum behindern sollen.

## Bevölkerung
| Jahr      | 1467    | 1634 | 1850 | 1900 | 1950 | 2000 | 2005 | 2010 | 2015 | 2020 | 2022 |
| --------- | ------- | ---- | ---- | ---- | ---- | ---- | ---- | ---- | ---- | ---- | ---- |
| Einwohner | ca. 340 | 502  | 2336 | 1952 | 2467 | 4019 | 4154 | 4091 | 4199 | 4989 | 5041 |

Von den 5041 Personen in der Gemeinde sind 36,1 % reformierter und 16,3 % katholischer Konfession, 47,6 % haben eine andere oder keine Konfessionszugehörigkeit (Stand 2023).

## Politik
Gemeindepräsident ist seit 2022 René Gubler (FDP, Stand 2023).
Bei den Nationalratswahlen 2023 betrugen die Wähleranteile in Turbenthal: SVP 40,43 % (−2,56), SP 14,08 % (+1,46), glp 8,20 % (−0,74), FDP 7,61 % (−0,45), EVP 6,85 % (−0,66), Mitte 6,65 % (+1,00), Grüne 5,85 % (−3,48), EDU 3,79 (+0,13).

## Geschichte

Luftbild aus 300 m von Walter Mittelholzer (1920)

Um das Jahr 700 wurde in der Region um Turbenthal das Christentum eingeführt. In einer Urkunde aus dem Jahre 858 übertrug ein Reginbert seinen Besitz und seinen Anteil an der «Basilika in Turbanturn» dem Kloster St. Gallen. Das Kloster übte in den folgenden Jahrhunderten Einfluss auf die Kirche aus. Der schwarze Bär auf gelbem Grund, das Wappen der Fürstabtei St. Gallen, ist auch heute noch am Kirchturm unter dem Zifferblatt zu finden.
1328 wurde in Dokumenten erstmals die Stammburg des Adelsgeschlechtes von Breitenlandenberg erwähnt, das damals nicht nur im Tösstal Macht besass. Die Burg stand «hoch über dem Dorf» Turbenthal. Die grosse Burganlage wurde 1804 abgebrochen. Teile davon wurden in Häuser eingebaut und sind teilweise noch erhalten. Bis 1452 gehörte die Gemeinde Turbenthal zum Gebiet der Grafschaft Kyburg. Als die Stadt Zürich die Grafschaft kaufte, wurde das Dorf zürcherisch.
Im 17. Jahrhundert wurde Turbenthal bekannt durch die zahlreichen grossen Spinnereien und Webereien. Das Dorf litt unter Hungersnöten. Nach einer schweren Krise wurde die Hausindustrie durch die Fabrikindustrie abgelöst. Erste Baumwollspinnereien entstanden. 1830 erhielt das Dorf den traditionellen Jahrmarkt, der auch heute noch im Frühling und im Herbst stattfindet.
1875 wurde die Tösstalbahn durch das Dorf gebaut. Die Krankenkasse Turbenthal bestand von 1888 bis 2018. Vor 1920 trat die Töss mehrmals über die Ufer und richtete teilweise verheerende Schäden an. In den 1930er Jahren wurde das Flussbett mit Schwellen saniert.

### Ortsmuseum
Das Ortsmuseum Turbenthal befindet sich im ehemaligen Ökonomieteil des Stiefelhauses. Seit 1988 wurden Gegenstände des früheren Brauchtums, des Handwerks und der Heimindustrie aus dem Tösstal zusammengetragen. Im Ortsmuseum können auch Künstler aus der Region ihr Schaffen vorstellen. Besondere Bedeutung haben die ausgestellten Gegenstände aus dem persönlichen Nachlass der Schriftstellerin Olga Meyer. Sie hat in ihren Romanen Anneli, Sabinli oder Gesprengte Fesseln das frühere Leben im Tösstal beschrieben.

## Sehenswürdigkeiten

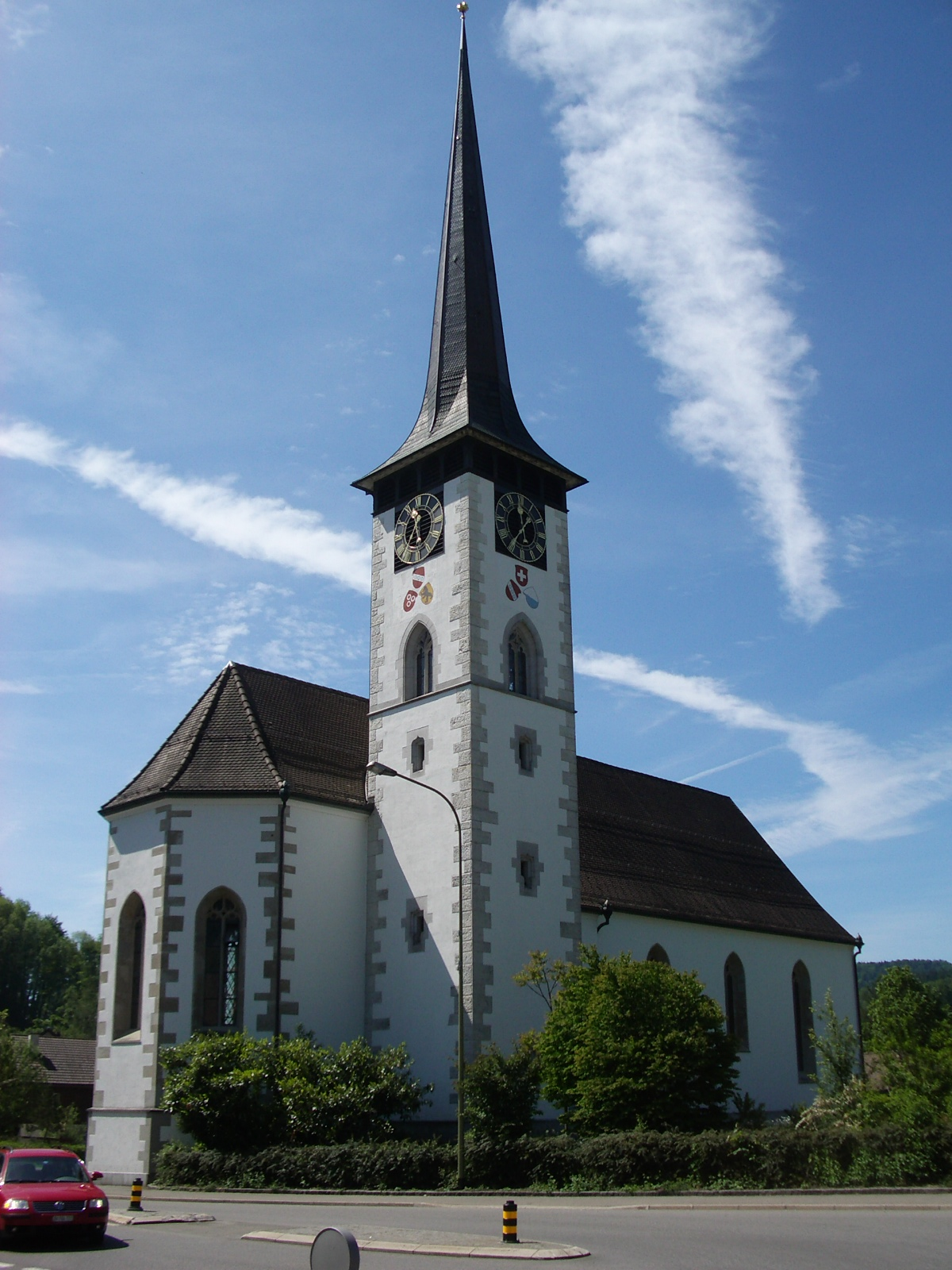
Reformierte Kirche, 1512 erbaut, 858 als Basilika in Turbanturn erwähnt

Auf dem Gebiet von Turbenthal gibt es vier Kirchen:
- Die evangelisch-reformierte Kirche im Ortskern von Turbenthal wurde unmittelbar vor der Reformation in den Jahren 1510 bis 1512 erbaut. In einem Vertrag vom 14. Januar 1510 sicherte die Kirchgemeinde Turbenthal dem Konstanzer Bischof Hugo von Hohenlandenberg und anderen Angehörigen des ansässigen Adelsgeschlechts zu, im vom Bischof geförderten Kirchenbau die Grablege der Landenberger einzurichten. Auch das Gestalten der Innenausstattung und Vorrechte für Jahrzeit-Feiern und Bestattungen wurden den Adligen gewährt als Gegenleistung für ihren und Bischof Hugos Beitrag von 300 Gulden an den Neubau. Das Turbenthaler Gotteshaus blieb bis ins 19. Jahrhundert eine Adelskirche.[18] Der alte Turm musste zu Beginn des 20. Jahrhunderts abgerissen werden. Seit 1904 prägt der heutige, viel höhere Turm das Dorfbild.[19]
- Im Weiler Sitzberg befindet sich die zweite evangelisch-reformierte Kirche auf Turbenthaler Boden. Sie ist vor allem bekannt wegen ihrer Barockorgel, die in den Jahren 1741–1743 durch den Orgelbaumeister Georg Friedrich Schmahl aus Ulm erstellt wurde.[20]
- Die römisch-katholische Kirche von Turbenthal ist die Herz-Jesu-Kirche. Sie befindet sich an der Schulstrasse und ist ein Gesamtkunstwerk des Künstlers Emil Sutor. Sie stammt aus dem Jahr 1934.[21]
- Die evangelisch-methodistische Kirche steht an der Tösstalstrasse und wurde 1902 erbaut.[22]

Weitere Sehenswürdigkeiten sind:
- Das Schloss Turbenthal (auch unteres Schloss), erbaut im 17. Jahrhundert von Angehörigen der Breitenlandenberger, ab 1902 für soziale Zwecke (Taubstummenanstalt, Altersheim, heilpädagogische Schule, seit 1999 von der Gehörlosendorfstiftung) genutzt.
- Töss-Wasserlehrpfad, 15 km Wanderweg mit informativen Schautafeln entlang der Töss bis Sennhof oder Bauma.[23]
- Der Chämibach-Giessen, Schnurrberg, 15 m Fallhöhe, Koord. 707447/255895.
- Die Büelgiessen im Büeltobel, je 10 m Fallhöhe, Koord. Büeltobel I: 709488/253395, Büeltobel II: 709493/253440.
- Die Schreizen-Giessen, 30 m Fallhöhe, unterhalb Oberschreizen an der Sitzbergstrasse, Koord. 710105/253758.[24]

## Verkehr
Die Tösstalbahn verbindet das Dorf seit 1875 mit der Stadt Winterthur und verkehrt heute als Teil des Zürcher Verkehrsverbundes regelmässig als S 26 Winterthur – Bauma – Rüti ZH  und S 11 Aarau – Lenzburg – Dietikon – Zürich HB – Stettbach – Winterthur – Seuzach/Sennhof-Kyburg (– Wila) . Im Sommer kann man Spezialfahrten mit den alten Dampflokomotiven durch das Tösstal geniessen.
Ab Turbenthal, Bahnhof verkehren folgende Postautolinien:
805 Turbenthal – Hutzikon – Girenbad
806 Turbenthal – Bichelsee – Ithaslen – Dussnang
807 Turbenthal – Wila – Schmidrüti – Sitzberg
825 Turbenthal – Wildberg – Ehrikon – Madetswil – Russikon – Pfäffikon ZH
Turbenthal ist für den Strassenverkehr ein Verkehrsknotenpunkt Richtung St. Gallen, Rapperswil SG, Winterthur, Frauenfeld und Uster.
Der nächste bediente Bahnhof befindet sich in Winterthur Seen.

## Persönlichkeiten
- Alfred Marxer (1876–1945), Kunstmaler und Grafiker, geboren in Turbenthal
- Rudolf Ott (1900–1970), Dorfmetzger, Gemeindepräsident, Nationalrat, in Turbenthal geboren
- Willi Eberle (1912–1991), Kunstmaler und Bühnenbildner, in Turbenthal geboren